# Cantone di Mâcon-Sud
Il Cantone di Mâcon-Sud era una divisione amministrativa dell'arrondissement di Mâcon.

## Storia
È stato soppresso a seguito della riforma complessiva dei cantoni del 2014, che è entrata in vigore con le elezioni dipartimentali del 2015.
Comprendeva parte della città di Mâcon e i comuni di:
- Bussières
- Davayé
- Fuissé
- Prissé
- Solutré-Pouilly
- Varennes-lès-Mâcon
- Vergisson
- Vinzelles